# Hans Kiefert

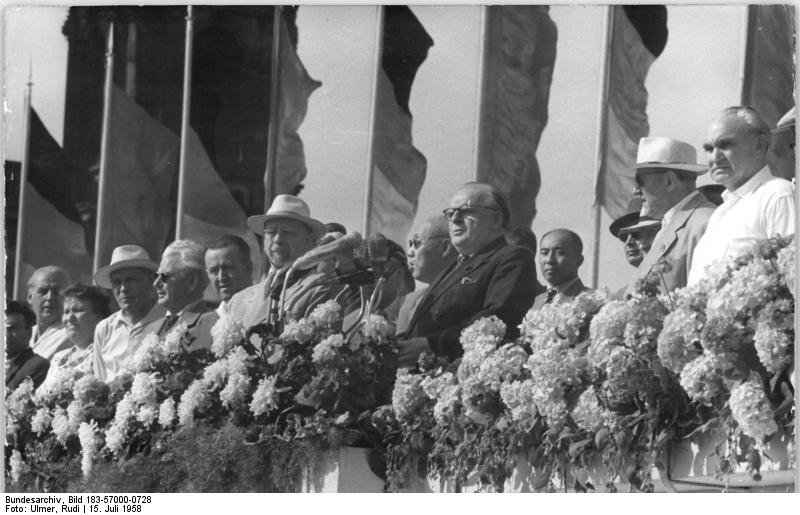
Hans Kiefert (am Rednerpult) bei der Großkundgebung zum Abschluss des V. Parteitages der SED in Berlin (16. Juli 1958)

Hans Kiefert (* 1. Juni 1905 in Berlin; † 29. Dezember 1966 ebenda) war ein deutscher Politiker (KPD/SED) und Widerstandskämpfer gegen den Nationalsozialismus. Er war Erster Sekretär der SED-Bezirksleitungen Berlin und Erfurt.

## Leben
Kiefert, Sohn eines Angestellten, besuchte die Volks- und Fortbildungsschule. Ab 1919 machte er eine Ausbildung zum Tischler und arbeitete bis 1925 in diesem Beruf. Zwischen 1919 und 1928 war Kiefert Mitglied des Deutschen Holzarbeiterverbandes. 1920 trat er dem Kommunistischen Jugendverband (KJVD) bei, 1923 wurde er Mitglied der Kommunistischen Partei Deutschlands (KPD). 1925 reiste er als Mitglied der ersten deutschen Jugenddelegation in die Sowjetunion. Auf dem 9. Reichskongress im Oktober 1925 in Halle (Saale) wurde Kiefert in das ZK des KJVD gewählt, dem er bis 1929 angehörte. 1926/27 fungierte er als Sekretär des KJVD-Bezirkes Oberschlesien in Gleiwitz. 1927/28 war er Sekretär des KJVD in Berlin, von April bis September 1928 dann Sekretär in Hamburg. Zwischen Oktober 1928 und November 1929 fungierte er als Zweiter Vorsitzender des ZK des KJVD. 1929/30 war er Organisationssekretär der KPD-Bezirksleitung Pfalz, von August 1930 bis Ende 1931 war er in gleicher Funktion in der KPD-Bezirksleitung Hessen-Frankfurt tätig. Ab Januar 1932 gehörte Kiefert dem Sekretariat der KPD-Bezirksleitung Halle-Merseburg an. 
Nach der „Machtergreifung“ der Nationalsozialisten leitete Kiefert ab März 1933 die illegale KPD Mittelrhein in Köln. Am 5. Mai 1933 wurde er in Köln festgenommen und war anschließend als „Schutzhäftling“ in Köln und im KZ Brauweiler inhaftiert. Nach seiner Entlassung im Juni 1935 war Kiefert bis 1937 arbeitslos. 1937 fand er als Tischler eine Anstellung bei der Mitropa in Berlin. Von Mai bis Juli 1938 war er erneut inhaftiert, diesmal in den Lagern Esterwegen und Börgermoor. Anschließend war er bis 1943 erneut als Tischler bei der Mitropa tätig. Kiefert hatte Kontakte zur Widerstandsgruppe um Anton Saefkow.  In den Jahren 1943 bis 1945 leistete er Kriegsdienst bei der Wehrmacht und geriet im Mai 1945 in Polen in sowjetische Kriegsgefangenschaft. 
Im Dezember 1946 kehrte Kiefert nach Deutschland zurück und wurde Mitglied der Sozialistischen Einheitspartei Deutschlands (SED). Ab Januar 1947 war er zunächst Abteilungsleiter, dann Sekretär und ab September 1947 paritätischer Kreisvorsitzender der SED Berlin-Friedrichshain. Zwischen Januar 1949 und Oktober 1950 leitete er die Organisations- und Instruktionsabteilung in der SED-Landesleitung Groß-Berlin. Nach einem Studium an der Parteihochschule in Kleinmachnow war Kiefert von November 1951 bis 1953 Vorsitzender der Landes- bzw. Bezirksparteikontrollkommission der SED Groß-Berlin.
Von August 1953 bis 1957 fungierte er als Erster Sekretär der Bezirksleitung Erfurt der SED und von Februar 1957 bis 1959 als Erster Sekretär der Bezirksleitung Berlin der SED. Von Februar 1959 bis November 1963 war er Zweiter Sekretär der SED-Bezirksleitung Berlin. Von 1954 bis 1966 war Kiefert zudem Mitglied des ZK der SED.
Von 1954 bis 1966 war er Abgeordneter der Volkskammer (ab 1958 als Berliner Vertreter), von 1958 bis 1966 Stadtverordneter von Berlin. Zwischen 1963 und 1966 war er zudem Mitglied des Magistrats von Groß-Berlin und Stadtrat für Arbeit und staatliche Organe.
Kiefert war mit Lucie Kiefert verheiratet.

## Auszeichnungen und Ehrungen

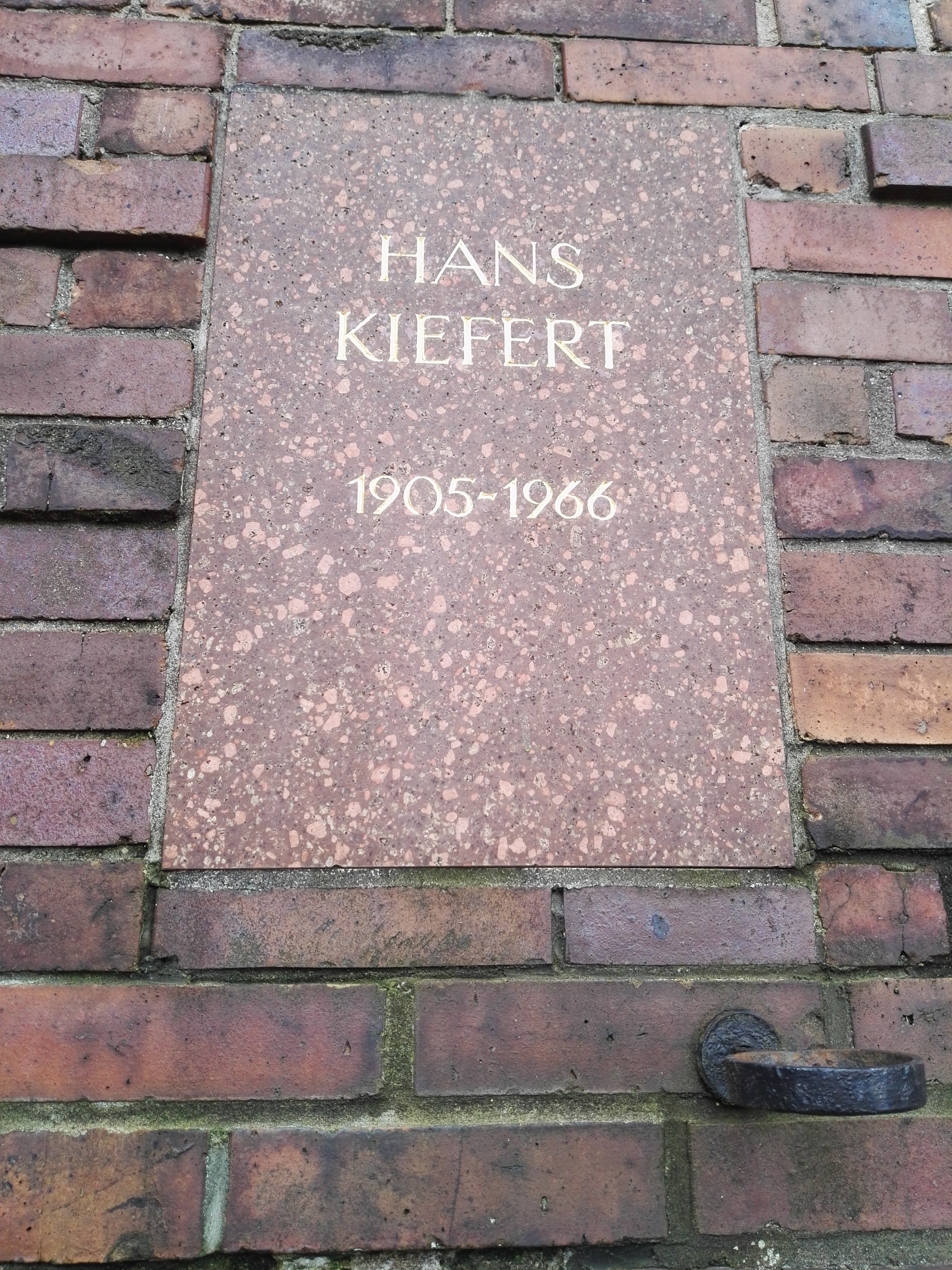
Grabstätte

- Vaterländischer Verdienstorden in Bronze (1955), in Silber (1959) und in Gold (1965)
- Seine Urne wurde in der Gedenkstätte der Sozialisten auf dem Zentralfriedhof Friedrichsfelde in Berlin-Lichtenberg beigesetzt.
- Nach umfangreichen Renovierungsarbeiten erhielt die Jugendherberge in Berlin-Grünau (heute: Touristenhaus Berlin-Grünau) 1986 den Namen Hans Kiefert.